# Kissel
Kissel hoặc kisel (tiếng Estonia: kissell, tiếng Phần Lan: kiisseli, Latgalian, tiếng Latvia: ķīselis, Tiếng tiếng Litva: kisielius, tiếng Ba Lan: kisiel, tiếng Nga: кисель tiếng Nga: кисель, kisél’, tiếng Ukraina: кисiль tiếng Ukraina: кисiль, kysil’, tiếng Belarus: кісель, kisél’) là một món tráng miệng hoặc thức uống dẻo và sền sệt được làm từ trái cây. Nó bao gồm nước ép đường của quả mọng, giống như mors (một thức uống không có ga làm từ quả mọng của nga), nhưng được đun cho sệt lại bằng cách thêm bột ngô, tinh bột khoai tây hoặc bột bình tinh; đôi khi người ta thêm vào rượu vang đỏ hoặc trái cây tươi hoặc khô. Kissel tương tự như rodgrod của Đan Mạch và Rote Grütze của Đức. Blåbärssoppa Thụy Điển là một món tráng miệng có cách làm tương tự, chỉ khác là sử dụng quả việt quất.
Kissel có thể dùng khi nóng hoặc lạnh, cùng với phô mai ngọt hoặc bánh pudding làm từ bột mì semolina (làm từ lúa mì cứng). Kissel cũng có thể được rưới lên trên bánh kếp hoặc với kem. Nếu kissel được làm bằng cách sử dụng tinh bột ít đặc hơn, khi ăn nó có thể bị say - điều này phổ biến ở Ba Lan, Nga và Ukraine.

## Từ nguyên và lịch sử

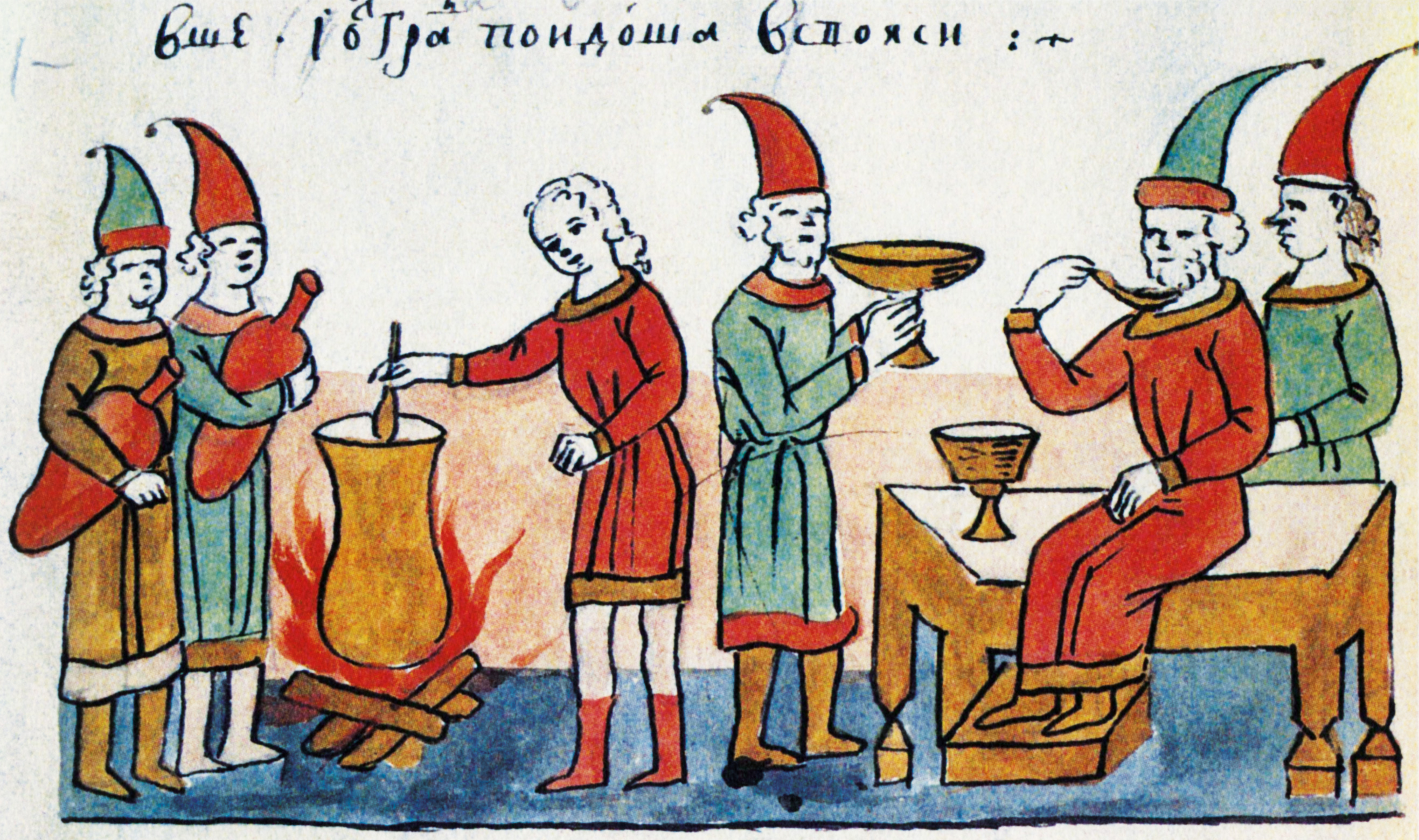
Sản xuất bia của Kissel ở Belgorod Kievsky. Một bản thu nhỏ từ Biên niên sử Radziwiłł

Tên của nó bắt nguồn từ một từ Slav có nghĩa là "chua"(x. Кислый Nga kisly), sau khi một món ăn Slavic cũ tương tự - món bột cháo lên men (hoặc bột mì lên men) được làm từ ngũ cốc - phổ biến nhất là yến mạch, nhưng bất kỳ loại hạt nào, và thậm chí cả đậu như đậu Hà Lan hoặc đậu lăng có thể được sử dụng, mặc dù đậu trong kissels không để lên men - và thiếu đi sự ngọt ngào của các biến thể hiện đại. Kissel lần đầu tiên được đề cập trong cuốn biên niên sử cũ của phía Đông Slavic, nơi có một câu chuyện về cách nó đã cứu sống 10 thế kỷ Rus' thành phố Belgorod Kievsky khỏi bị bao vây bởi du mục Pechenegs trong năm 997. Khi thức ăn trong thành phố trở nên khan hiếm và cơn đói bắt đầu hoành hành, cư dân trong thành phố đã nghe theo lời khuyên của một ông già, người đã bảo họ làm kissel từ phần thừa lại của hạt và một loại thức uống ngọt từ chai rượu mật cuối cùng mà họ có thể tìm thấy. Sau đó, họ lấp đầy mộy thùng gỗ bằng kissel, và một thùng khác với thức uống từ rượu mật ong, đặt những thùng chứa đó vào các lỗ trên mặt đất và tạo thành hai cái giếng giả trên thùng gỗ. Khi các đại sứ của Pechalan đến thị trấn, họ đã thấy người dân lấy thức ăn từ những "cái giếng" đó, và người Pechs thậm chí còn được họ cho phép nếm thử nước giải khát và nước ngọt. Bị ấn tượng bởi món ăn đó, Pechal quyết định phá vòng vây và không tấn công nữa vì họ cho rằng người Ruthian được nuôi dưỡng một cách bí ẩn từ bên trong lòng đất.

## Chế biến
Ngày nay, hầu hết các hộ gia đình Ba Lan đều mua hỗn hợp kissel trộn sẵn thay vì cách chế biến theo cách truyền thống. Các hương vị phổ biến nhất là dâu tây, quả lý gai, và quả mâm xôi. Ở Nga, các hương vị phổ biến nhất là nam việt quất, anh đào và lý chua đỏ. Kissel nam việt quất (tiếng Litva: spanguolių kisielius) là một bữa ăn truyền thống trên Kūčios (bữa tối đêm Giáng sinh) ở Litva. Ở Phần Lan, Kissel thường được làm bằng quả việt quất (vì chúng thường được tìm thấy mọc hoang trong rừng, do đó dễ thu thập và miễn phí) cũng như từ mận, mơ, dâu, v.v. Độ dày của kissel có thể thay đổi tùy thuộc vào lượng bột khoai tây được sử dụng: nước việt quất càng lỏng càng dễ tiêu hóa nhất, bằng cách uống trong khi phiên bản đặc nhất gần giống như thạch và được ăn bằng thìa. Quả đại hoàng cũng có thể được sử dụng, nhưng nó thường được kết hợp với dâu tây để làm cho nó ít chua hơn. Kissel mận khô (luumukiisseli) theo truyền thống được ăn với bánh pudding gạo vào Giáng sinh. Kissel sữa (maitokiisseli) là một biến thể khác, được làm từ sữa và có hương vị với đường và vanillin (hoặc vani).

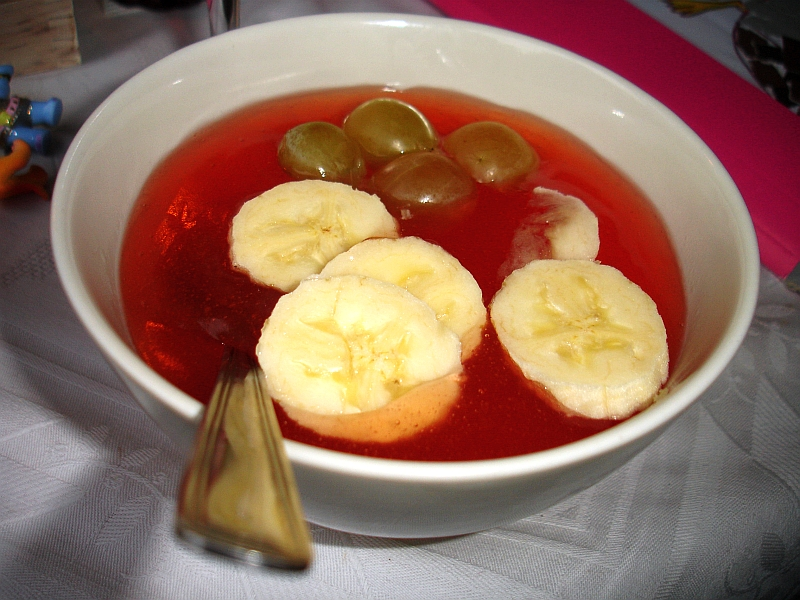
Hương vị dâu tây từ Ba Lan
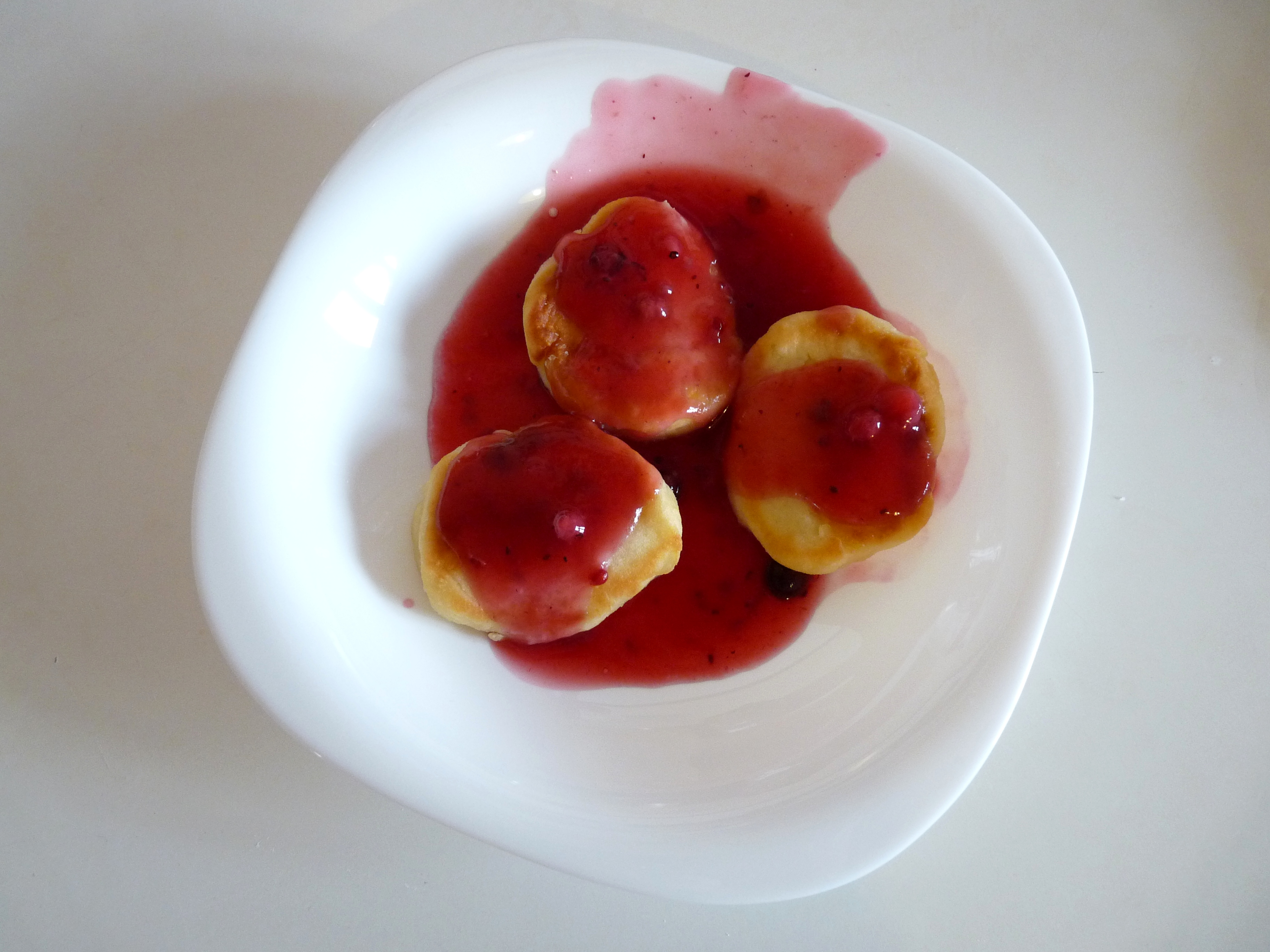
Syrniki Nga với Kissel
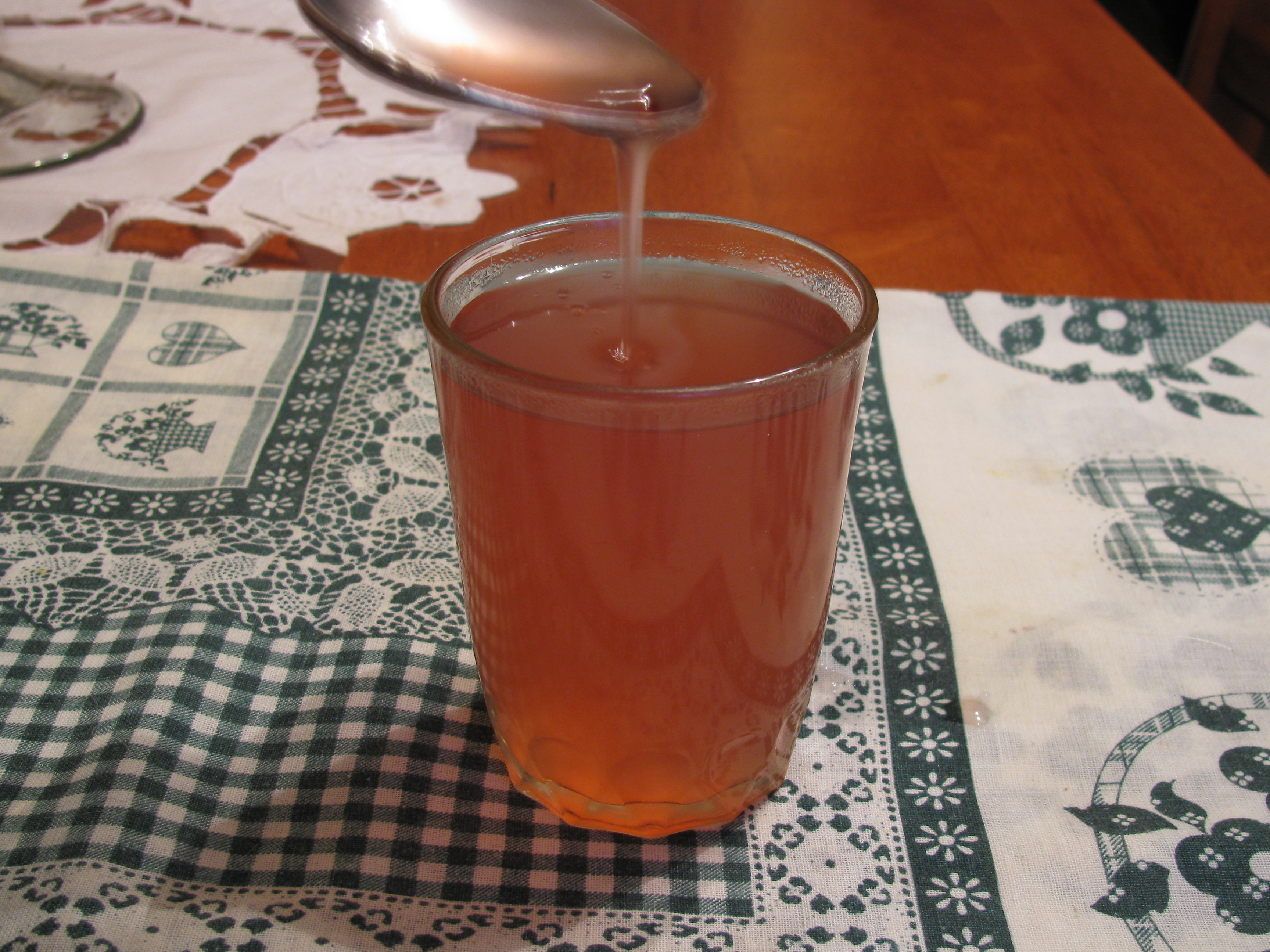
Kissel quả lý chua đen ở Ukraine

## Liên quan đến văn hóa
Trong truyện cổ tích Nga, vùng đất kỳ diệu (tương tự như Cockaigne) được mô tả là vùng đất của "những dòng sông sữa và bờ sông đầy nước thạch". Thành ngữ này đã trở thành một thành ngữ trong tiếng Nga để nói về cuộc sống thịnh vượng hay "thiên đường trên Trái Đất".
Một cụm từ phổ biến khác ở Nga và Ba Lan, "nước thứ bảy sau kissel", được sử dụng để mô tả một người họ hàng xa.